# بوب ماونتين
بوب ماونتين (بالإنجليزية: Bob Mountain)‏ هو لاعب كرة قدم بريطاني في مركز الهجوم، ولد في 11 سبتمبر 1956 في Wombwell ‏ في المملكة المتحدة. لعب مع هدرسفيلد تاون.